# Брез (кулинария)
Брез, брёз — крепкий говяжий бульон, используемый для приготовления супов и соусов. Постоянно сохраняется на кухнях (замораживается) как полуфабрикат для различных вспомогательных кулинарных целей.
Брез — говяжий жир, собранный с поверхности бульона. С французского языка фр. Braiser означает «варить на слабом огне без кипения», «тушить». На нём пассеруют томат и лук для борщей, супов, солянок. Отсюда глагол «брезировать», то есть припускать с брезом, а затем тушить (птицу, овощи, мясо).
Брез — полуфабрикат, заготовка для супов. Обжаренный и тушеный на растительном или сливочном масле (бреззированный) лук с томатной пастой и морковью. В изначальном рецепте используется говяжий жир. Часто брез заготавливают заранее, замораживают и используют как заправку для супов, борщей, солянок. Для солянки в брез добавляют оливки и солёные огурцы.